# Future bass
El future bass  es un término genérico de bass music que surgió alrededor de 2006 con influencias de música chill, footwork y trap. Este género comprende una amplia variedad de sonidos y ritmos normalmente producidos por un sintetizador. Fue iniciado por Flume y Cashmere Cat, y popularizado a mediados de la década de 2010 y posterior a esos años por artistas como Marshmello, Alltair, San Holo, Illenium, The Chainsmokers, Martin Garrix, entre otros.

## Características
El  future bass se caracteriza por sus sintetizaciones simultáneas de ondas de dientes de sierra y ondas cuadradas en distintos tonos. Las ondas de sonido a menudo se modulan mediante la automatización o la oscilación de baja frecuencia controlando el corte de un filtro de audio (low pass filter). Este género posee elementos de future garage, un estilo de música que mezcla música ambiental con electrónica de carácter relajante. También toma sonidos del ritmo de la música footwork, crunk, y trap, una gama de estilos musicales que se derivan de la fusión de electrónica con hip hop. Como su predecesor, el deep drum and bass y el chillstep, el future bass está influenciado por los elementos de música bass y las producciones son similares a esta.

## Artistas de este género
- Basenji
- Cashmere Cat[10]
- The Chainsmokers
- CMC$
- Flume[10]
- Flux Pavilion[11]
- Illenium
- James Blake (músico)
- Krewella
- Louis the Child[11]
- DJ Manny[12]
- Marshmello
- Mura Masa[11]
- NGHTMRE
- Odesza[13]
- Ookay[11]
- Porter Robinson[11]
- PSYQUI
- Said the Sky
- San Holo
- Slushii
- DJ TASO
- DJ Taye
- Virtual Riot
- Geoxor
- Wave Racer[14]
- Yasutaka Nakata[15][16]
- Wich!
- Zedd
- Baauer
- Jvna